# 庑殿顶
庑殿顶，又稱称為吳殿、五脊殿、四注頂、四坡頂或四阿顶，源自中国古代的传统屋顶形式，為東亞地区常見的屋頂形式之一，在世界各地亦然。日本稱寄棟造（假名：日语： Yosemunedzukuri）。在韓國稱之為우진각 지붕(漢字：隅진閣 지붕)。廡殿頂的特色是两側沒有山牆，正脊前後左右四面都是斜坡:107。

## 名稱
庑殿頂在宋朝《營造法式》稱吳殿或五脊殿，因為其由一条正脊和四条垂脊（一说戗脊）共五脊组成而得名。清朝《清式營造則例》稱為廡殿頂:107。由于屋顶有四面斜坡，故又称四阿顶。

## 結構
庑殿顶是“四出水”的五脊四坡式屋頂。典型的庑殿顶結構在四個方向上都有梯度，正脊前後為梯形屋面、左右則為三角形平面。由於它在四個方向都有斜坡，因此與山牆結構相比，它具有更好的雨水流動和更好的擋雨能力。另一方面，由於屋頂沒有垂直山牆面，通風往往比有山牆的懸山頂、硬山頂和歇山頂更差。此外，可以組合多個四坡屋頂以創建具有復雜形狀的屋頂。
庑殿顶分為单檐廡殿頂和重檐廡殿頂两种，所谓重檐分為上、下檐，就是在单檐廡殿頂的下方，再加上一至二层環繞四周的屋檐形成二重檐或三重檐:109，廡殿頂可以透過「推山」的方式改變正立面的視覺效果，增加正脊的長度，使兩側屋面呈現曲面。從上方俯瞰的平面，四條垂脊變成向外的彎曲的斜曲線，左右屋面也不再是三角型。
在中國廡殿頂通常為單量體矩形平面，但在其他地區則有較複雜的形式，與數棟廡殿頂形成靈活交錯的屋脊形式。

## 历史

### 中國
廡殿頂出现的很早，被認為是最能代表中國特色的屋頂:109。在殷商的甲骨文、周朝的青铜器、汉朝画像石与明器、汉朝的阙楼和北朝石窟中都可发现庑殿顶。在先秦與两漢，宮殿建築的形式多為廡殿頂，屋脊平直不彎曲。在唐宋中脊長度較短，通常為面寬的三分之一，日本奈良時代的建築依然保持此特色；但隨著歷史演進，推山越來越明顯，屋面愈來愈陡峭，正脊長度通常超過面寬的二分之一。
唐朝的佛光寺大殿是现存最早的庑殿顶木構建築建筑，面闊七間，為單檐廡殿頂。
庑殿顶逐漸成為成为中国古代建筑中最高等级的屋顶形式，其中又以重檐庑殿顶最为尊贵，常用於皇家建築以及大型寺院、宮觀，同時，因為官方等級限制的因素而逐漸在民居、社區中消失，並逐漸被歇山顶取代。現存的廡殿頂古建築年代多較早，且在中國南方較為稀少。清朝时期，庑殿顶只能用于皇家和孔子的宫殿。但閩東沿海地區，例如連江縣的民居因為防風需要也會用平緩且出檐短淺的四坡頂。在台灣則多為中華民國政府遷台後按照北方官式興建。

### 日本
在日本，寄棟造為日本原生且十分普遍的民居形式。於歷史上多見於日本東部，古代因稱為「東屋」。在明治時代，其名稱常與攢尖頂(宝形造）混淆。奈良東大寺念佛堂的寄棟造屋頂分為上下坡度不一的兩段，稱為錣屋根。在日本文化中，寄棟造被認為是等級較低的屋頂，而較少被運用在神社中。但因受中國文化影響，許多重要佛寺建築中常常出現此式，例如奈良東大寺大佛殿。
在琉球（沖繩），寄棟造衹見於民居建築中。琉球傳統住宅采用一種稱爲別当型的四坡頂，相當常見。

### 越南
越南較少見廡殿頂建築，衹有山地少數民族民居（如哈尼族民居）及近代的越法合璧、越美合璧建築存在四坡頂。

## 實例

### 單檐廡殿頂
北京故宫英华殿、弘义阁、体仁阁 義縣奉國寺大殿 新城開善寺大雄寶殿 大同善化寺大雄寶殿 安溪文廟欞星門 東大寺正倉院 興福寺東金堂 渾源永安寺傳法正宗之殿

### 重檐廡殿頂
北京故宫太和殿 曲陽北嶽廟德寧之殿 泉州府文廟大成殿 蘇州文廟大成殿 韓國景福宮光化門 首爾崇禮門 臺北國家戲劇院 臺北忠烈祠 香港志蓮淨苑大雄殿

## 圖集

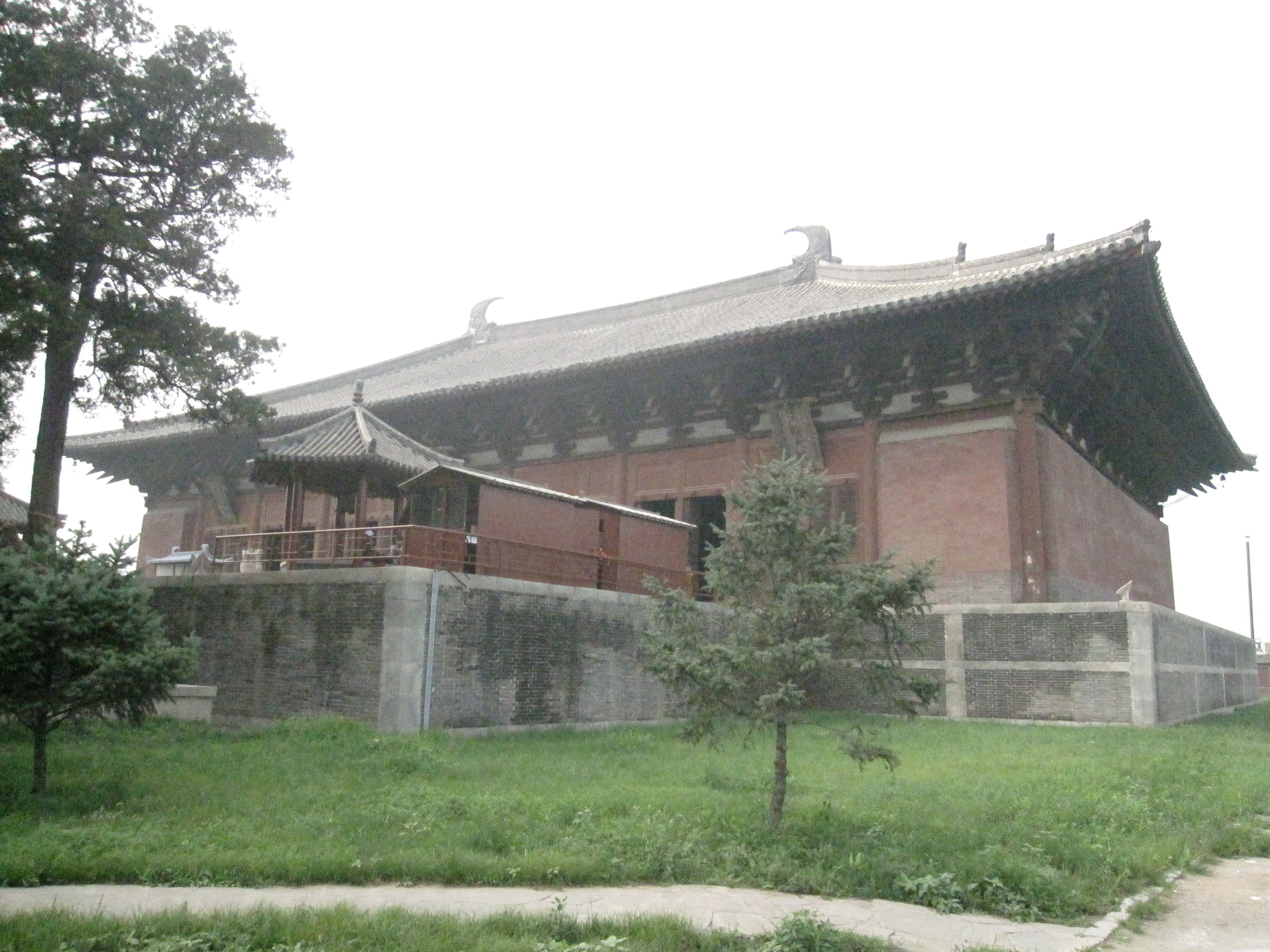
遼代奉國寺采用單檐廡殿頂
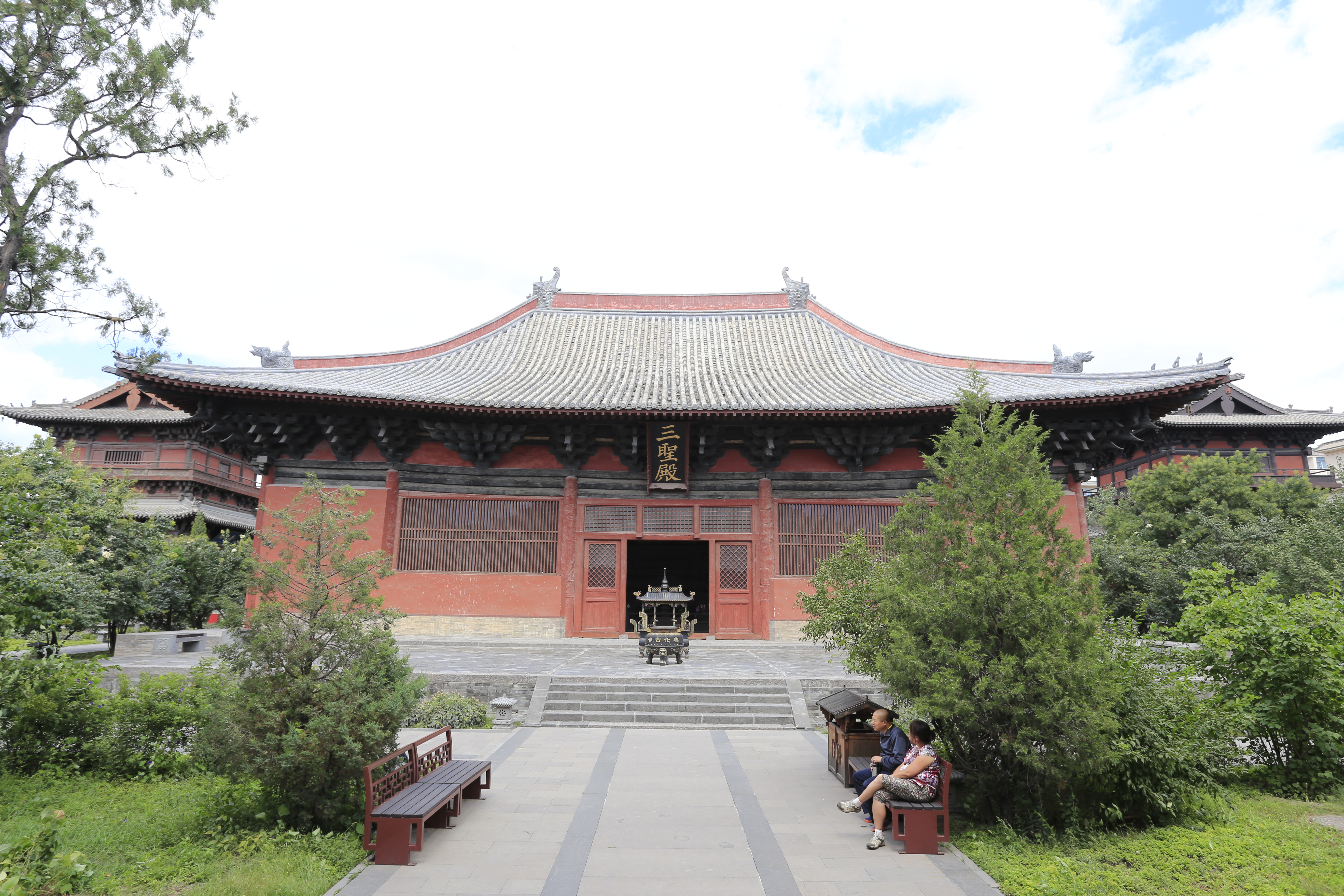
金代善化寺三聖殿採用單檐廡殿頂
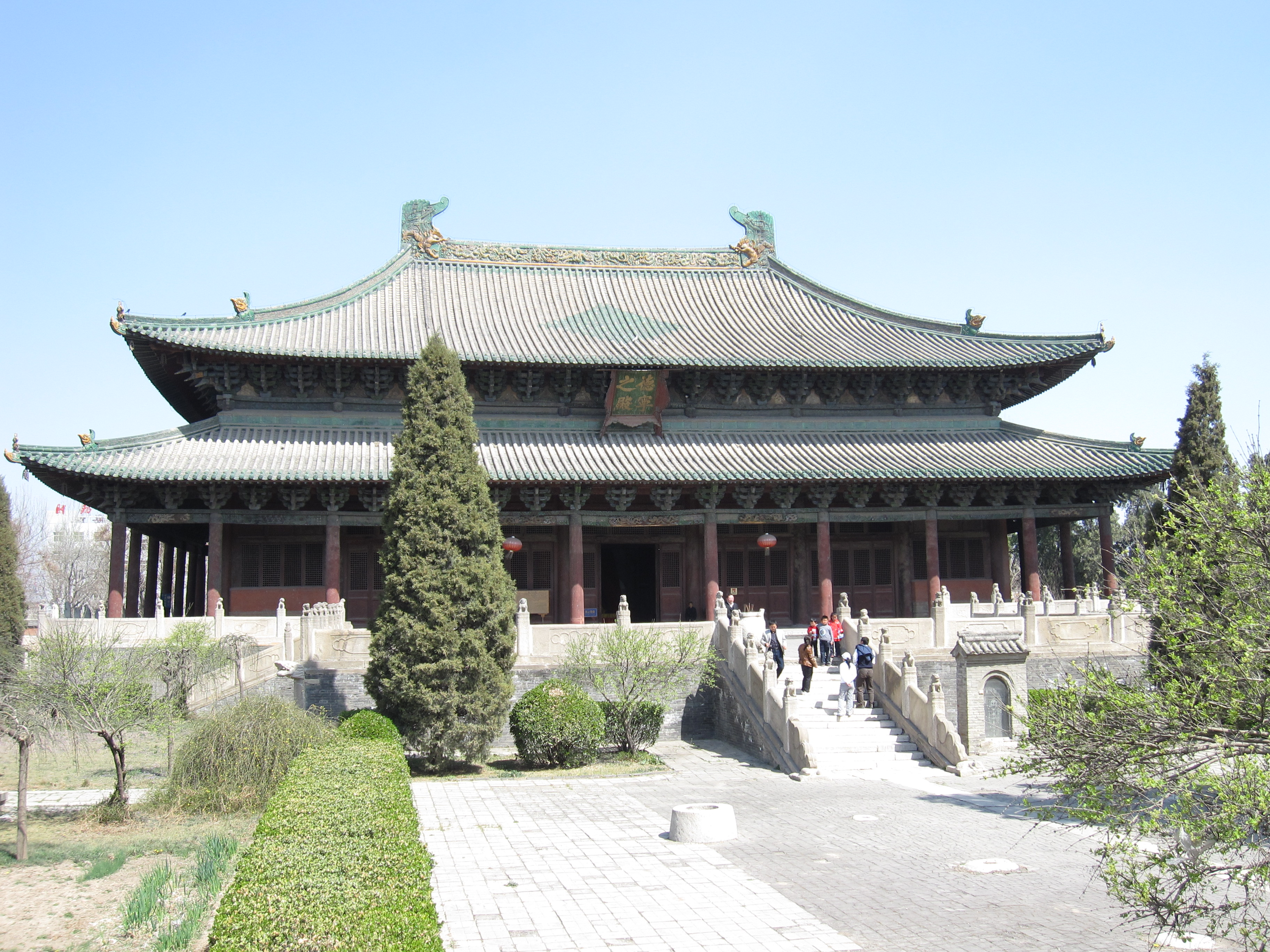
元代北嶽廟採用重檐廡殿頂
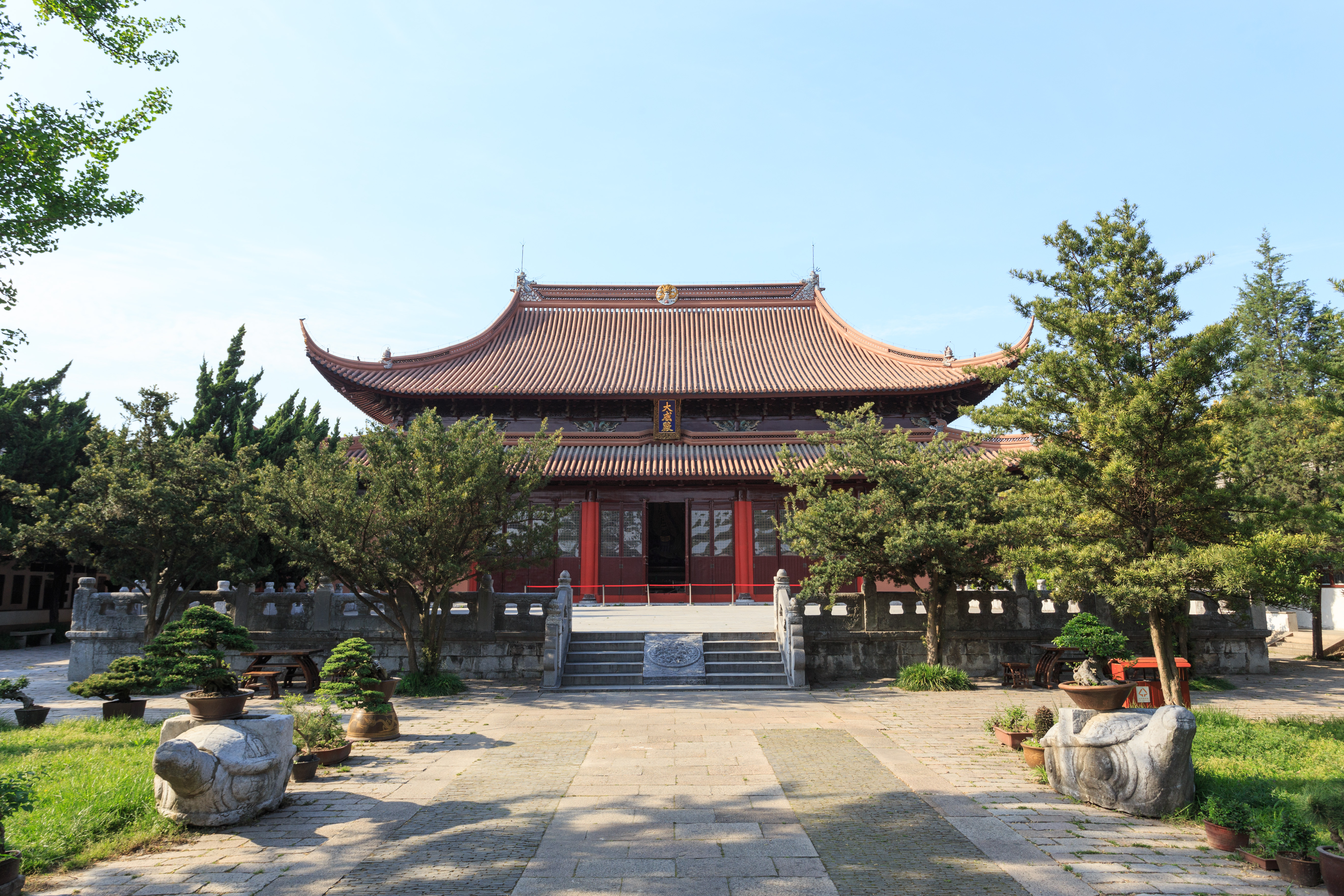
蘇州文廟大成殿採用重檐庑殿顶
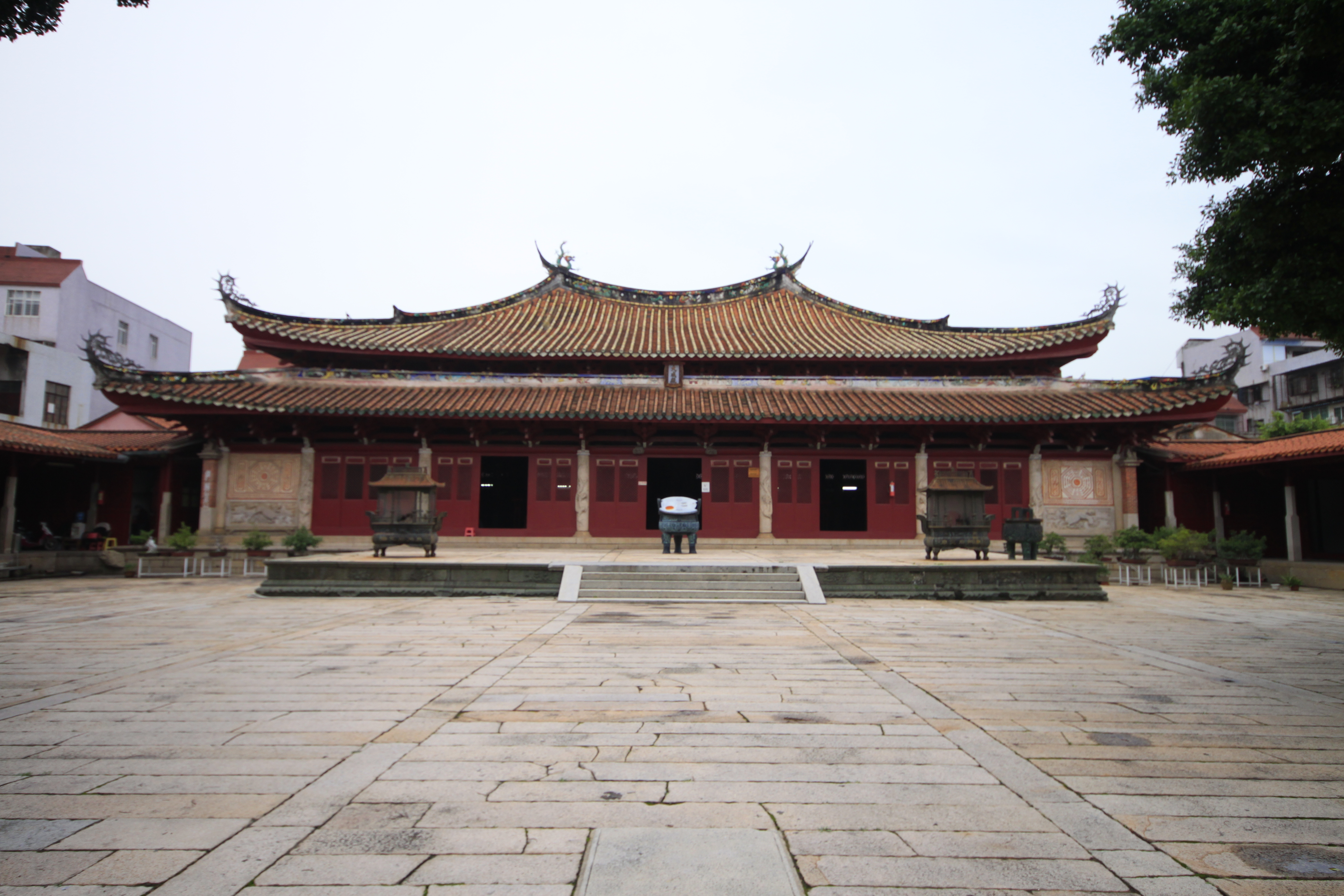
泉州府文廟大成殿採用重檐庑殿顶
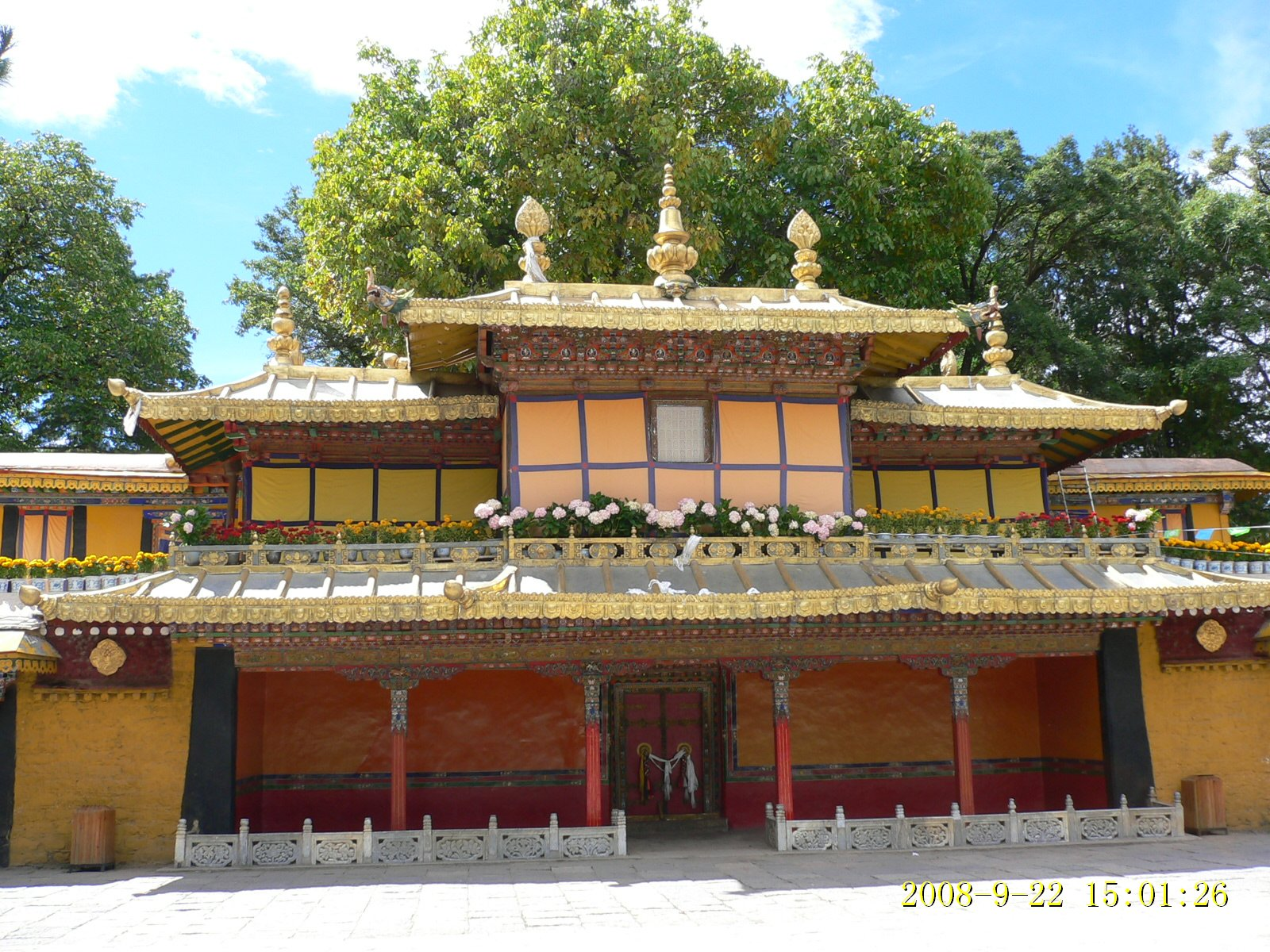
罗布林卡的康松司伦有庑殿屋顶
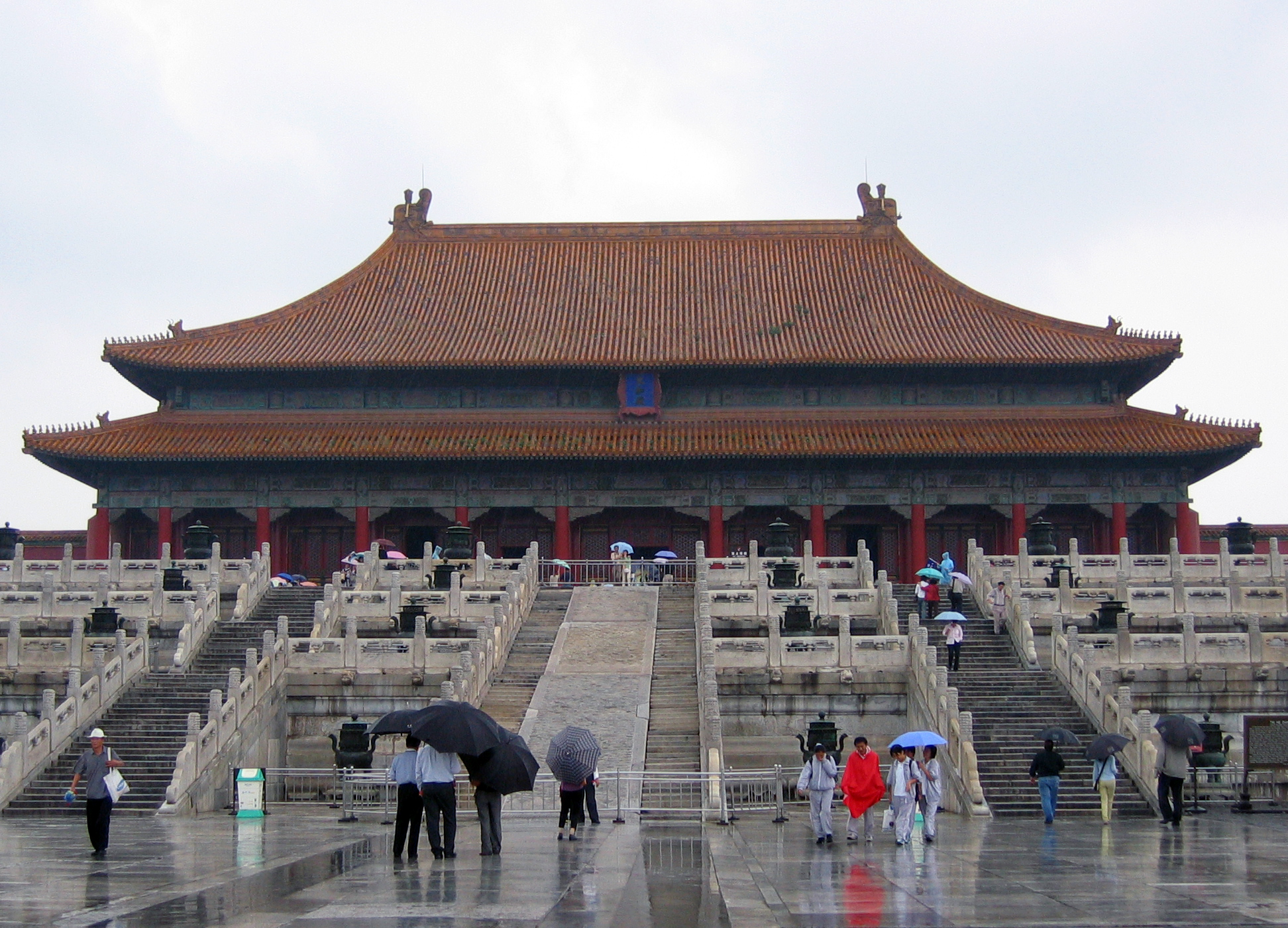
重檐庑殿顶 故宫太和殿
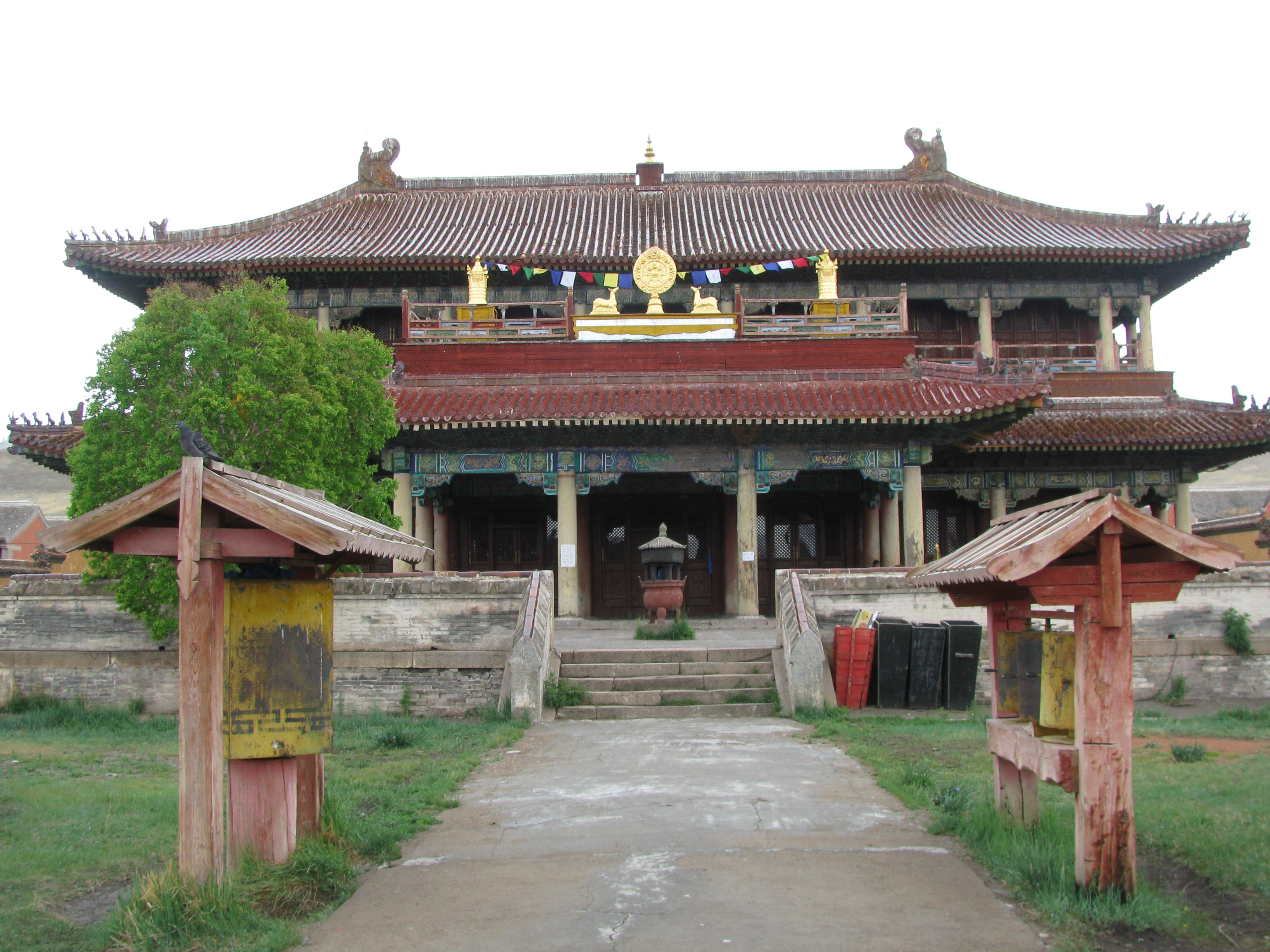
蒙古國色楞格省慶寧寺主殿從外側看類似盝頂建築，但實爲四棟廡殿頂組屋包住一棟歇山頂内閣
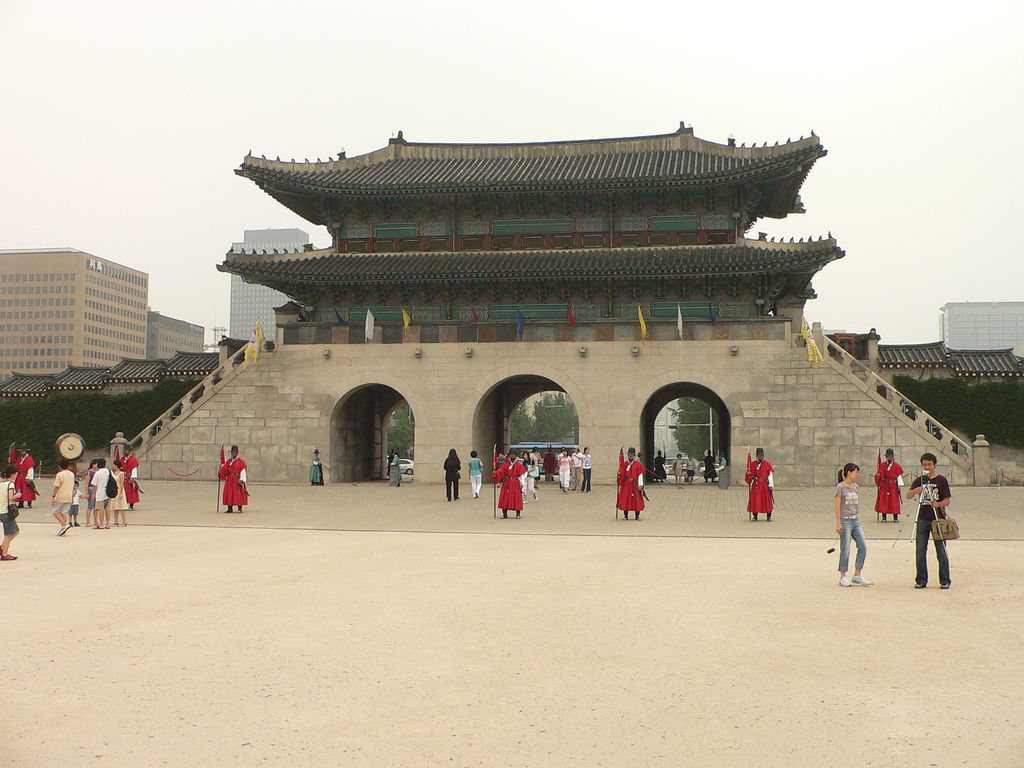
韓國景福宮的重檐庑殿顶城樓
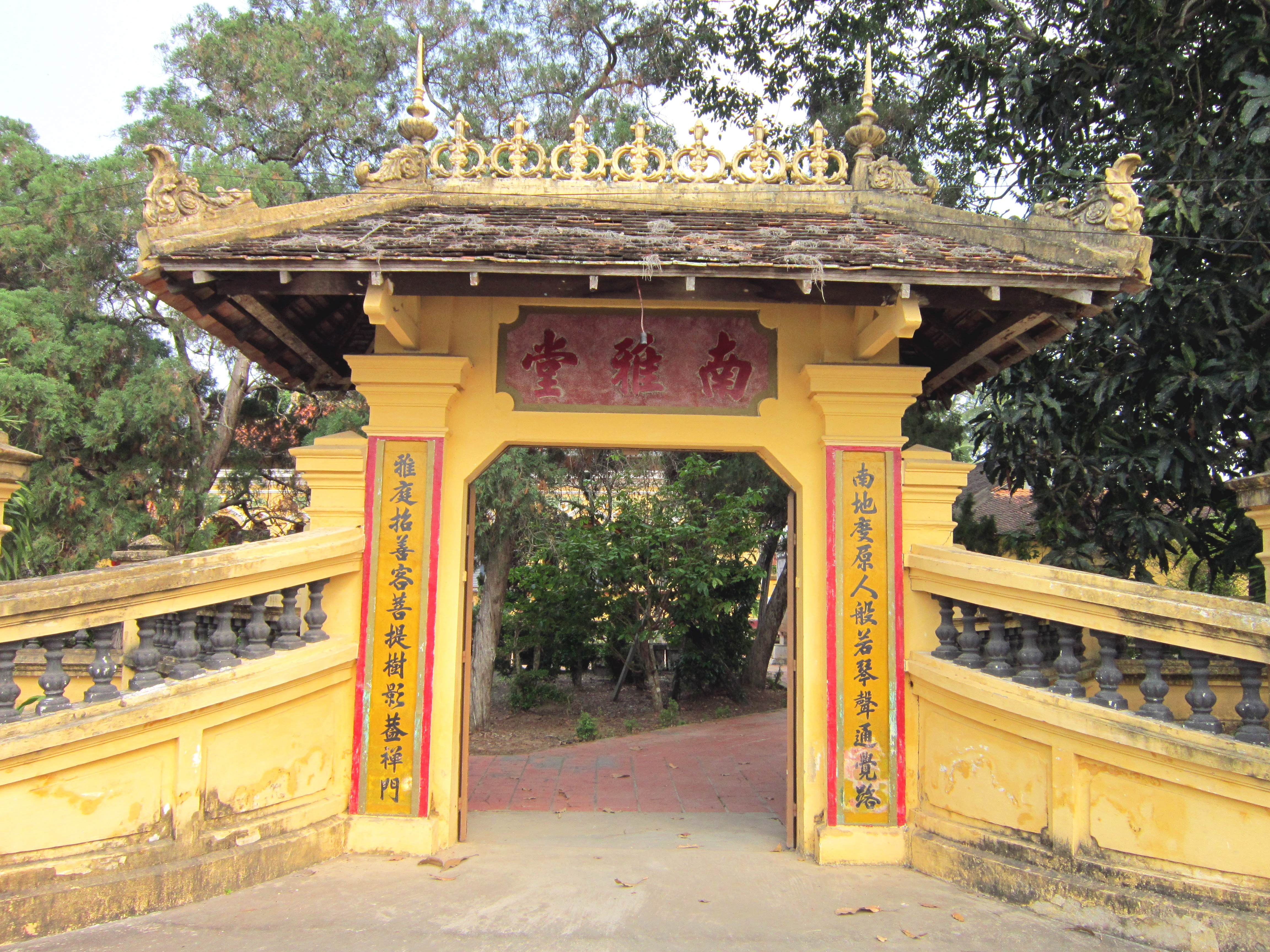
廡殿頂在越南等級不高，且極其罕見。南雅佛堂位於越南南方原屬下柬埔寨，在建立時該地區建築樣式已經受到法國影響。
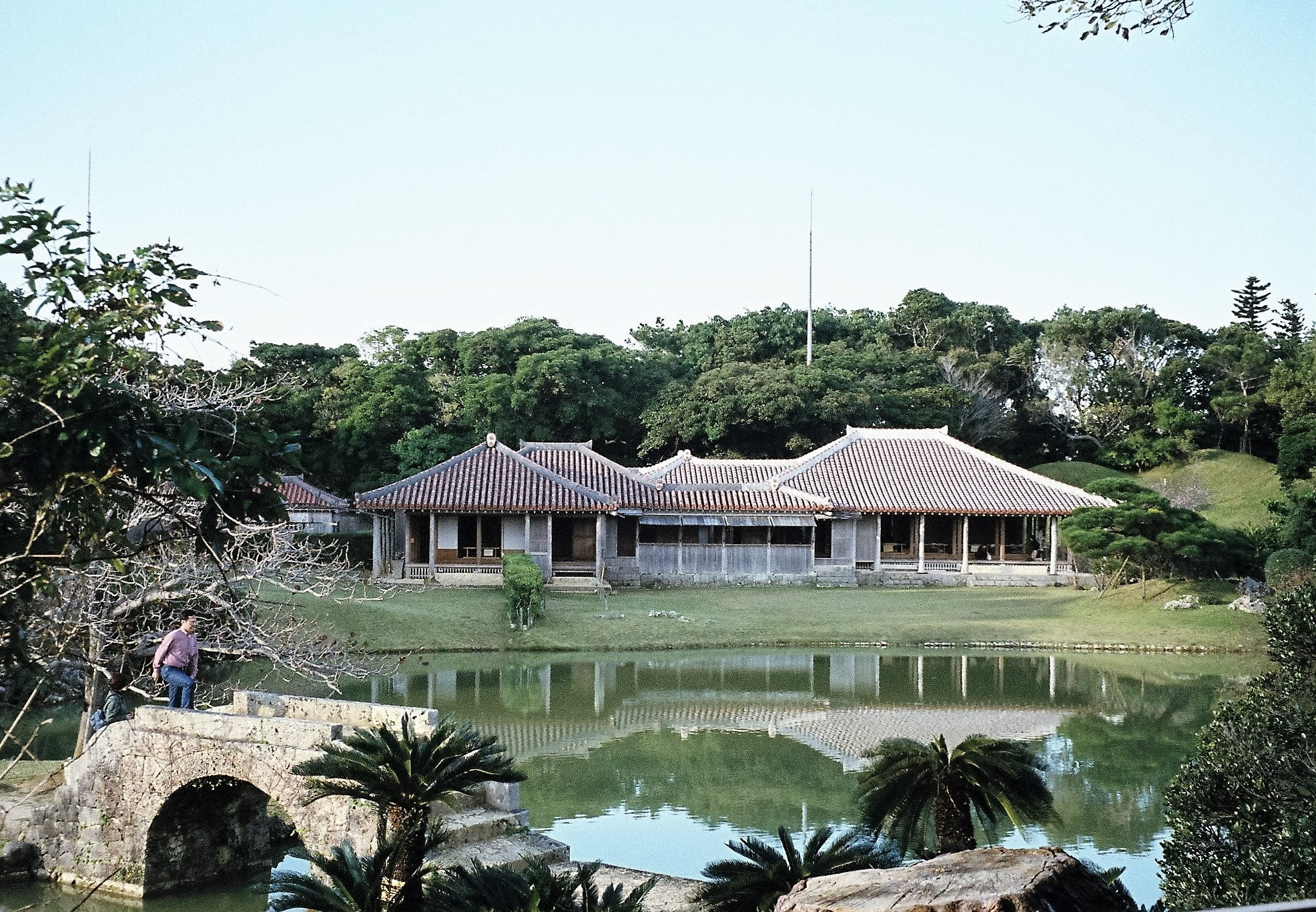
琉球識名園四坡頂御殿
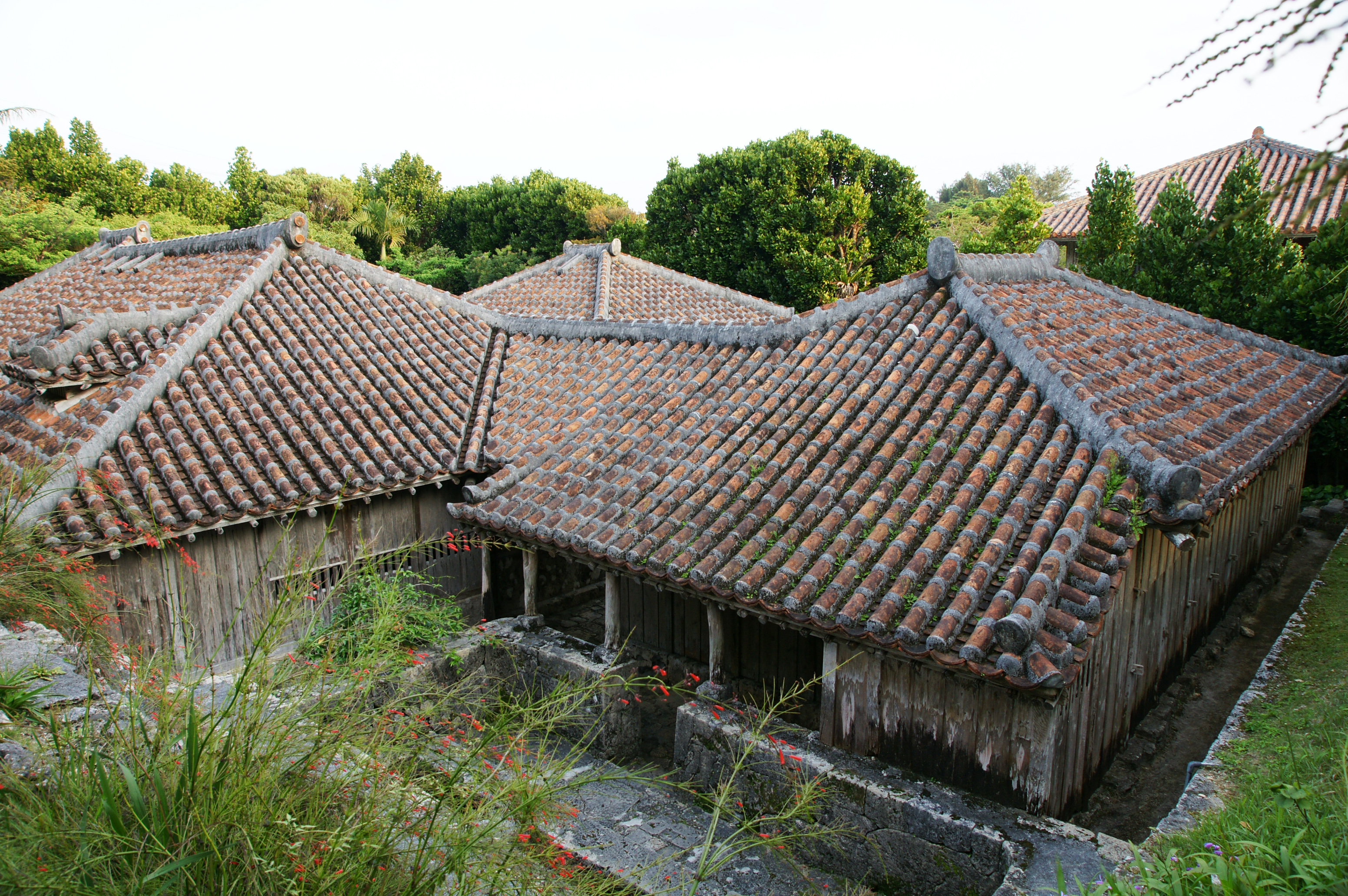
琉球賀氏中村傢住宅中有別当型風格的組屋
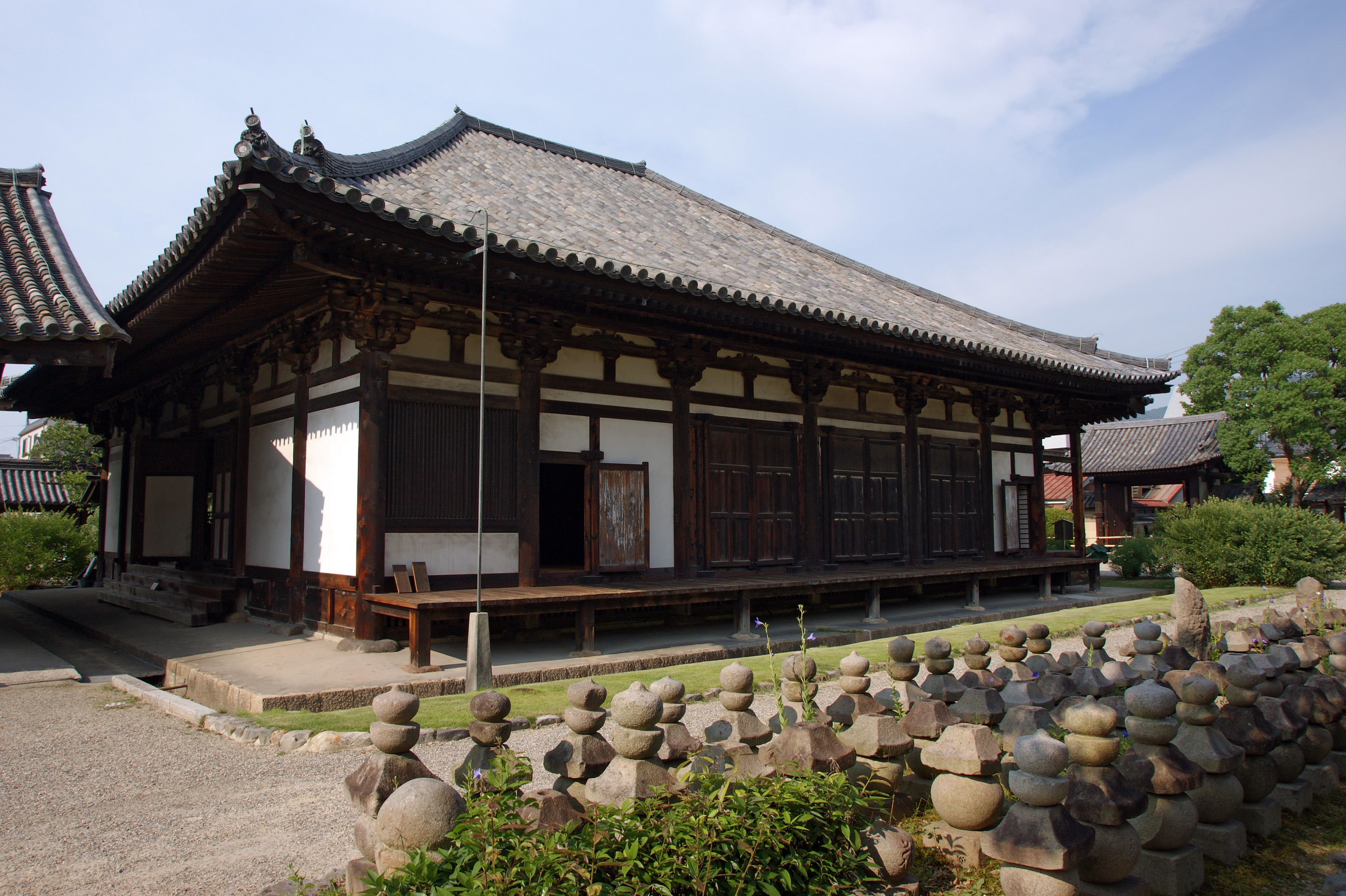
日本元興寺極乐坊
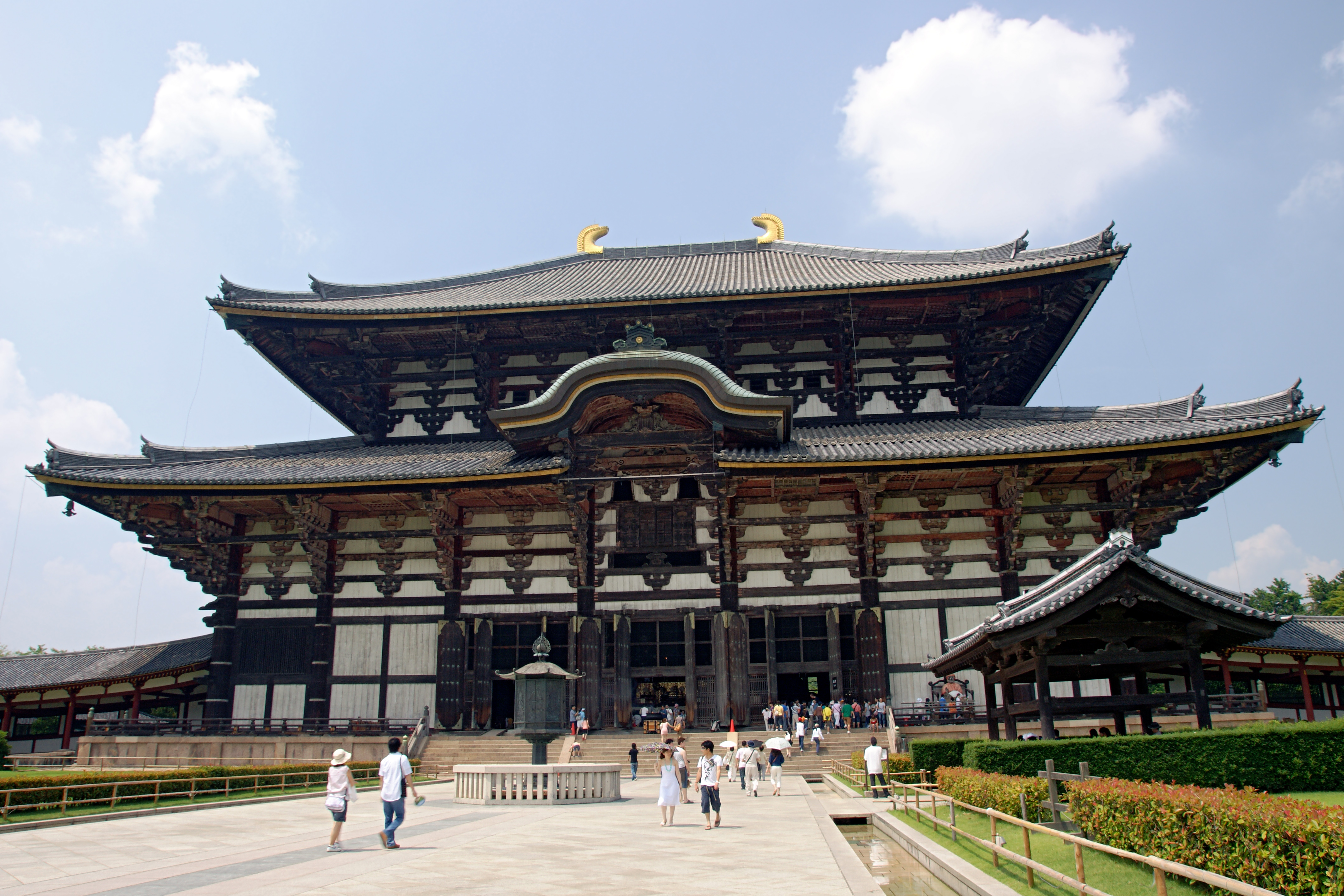
日本東大寺的大佛殿採用重檐庑殿顶